# ФК Вихър (Лозница)
Футболен клуб „Вихър“ е български футболен клуб от град Лозница, община Лозница, област Разград. Състезава се в А „ОФГ“ Разград. Отборът е основан през 1986 г. Седалището му е разположено на адрес: ул. „Александър Стамболийски“ № 44, град Лозница.
Клубът притежава един от най-добрите стадиони в областта. Капацитетът му е за 3000 зрители и е с размери 90 m на 45 m.
Класиране на отбора в А „ОФГ“ Разград по сезони:
- 2012/2013 – 6 място
- 2013/2014 – 6 място
- 2014/2015 – 7 място
- 2015/2016 – 6 място
- 2016/2017 – 5 място
- 2017/2018 – 4 място
- 2018/2019 – 12 място
- 2019/2020 – 7 място
- 2020/2021 – 3 място